# Nuoto ai Giochi della XI Olimpiade - 100 metri dorso femminili
La competizione dei 100 metri dorso femminili di nuoto dei Giochi della XI Olimpiade si è svolta nei giorni dall'11 al 13 agosto 1936 al Berlin Olympic Swim Stadium

## Risultati

### Batterie
11 agosto 1936 ore 08:00
Le prime quattro di ogni serie furono ammesse alle semifinali.
| Pos. | Atleta           | Nazione       | Tempo  |
| ---- | ---------------- | ------------- | ------ |
| 1    | Nida Senff       | Paesi Bassi   | 1'16"6 |
| 2    | Tove Bruunstrøm  | Danimarca     | 1'20"4 |
| 3    | Lorna Frampton   | Gran Bretagna | 1'20"9 |
| 4    | Anni Stolte      | Germania      | 1'23"1 |
| 5    | Kitty Mackay     | Australia     | 1'24"6 |
| 6    | Irén Győrffy     | Ungheria      | 1'25"8 |
| 7    | Noel Oxenbury    | Canada        | 1'28"9 |
| 8    | Sieglinda Zigler | Brasile       | 1'32"0 |

| Pos. | Atleta            | Nazione       | Tempo  |
| ---- | ----------------- | ------------- | ------ |
| 1    | Alice Bridges     | Stati Uniti   | 1'19"2 |
| 2    | Truus Kerkmeester | Paesi Bassi   | 1'21"2 |
| 3    | Phyllis Harding   | Gran Bretagna | 1'22"1 |
| 4    | Pat Norton        | Australia     | 1'22"3 |
| 5    | Christel Rupke    | Germania      | 1'23"7 |
| 6    | Thérèse Blondeau  | Francia       | 1'23"8 |
| 7    | Roma Wagner       | Austria       | 1'28"4 |

| Pos. | Atleta          | Nazione            | Tempo  |
| ---- | --------------- | ------------------ | ------ |
| 1    | Edith Motridge  | Stati Uniti        | 1'21"0 |
| 2    | Rie Mastenbroek | Paesi Bassi        | 1'22"0 |
| 3    | Audrey Hancock  | Gran Bretagna      | 1'23"6 |
| 4    | Tove Nielsen    | Danimarca          | 1'25"3 |
| 5    | Mary McConkey   | Canada             | 1'25"3 |
| 6    | Yeung Sauking   | Repubblica di Cina | 1'36"4 |

### Semifinali
12 agosto 1936 ore 08:00
Le prime tre di ogni serie più la migliore delle escluse furono ammesse alla finale.
| Pos. | Atleta          | Nazione       | Tempo  |
| ---- | --------------- | ------------- | ------ |
| 1    | Nida Senff      | Paesi Bassi   | 1'17"1 |
| 2    | Edith Motridge  | Stati Uniti   | 1'19"1 |
| 3    | Tove Bruunstrøm | Danimarca     | 1'19"1 |
| 4    | Phyllis Harding | Gran Bretagna | 1'19"8 |
| 5    | Anni Stolte     | Germania      | 1'21"7 |
| 6    | Pat Norton      | Australia     | 1'21"9 |

| Pos. | Atleta            | Nazione       | Tempo  |
| ---- | ----------------- | ------------- | ------ |
| 1    | Rie Mastenbroek   | Paesi Bassi   | 1'19"1 |
| 2    | Lorna Frampton    | Gran Bretagna | 1'19"6 |
| 3    | Alice Bridges     | Stati Uniti   | 1'20"4 |
| 4    | Truus Kerkmeester | Paesi Bassi   | 1'21"3 |
| 5    | Audrey Hancock    | Gran Bretagna | 1'21"6 |
| 6    | Tove Nielsen      | Danimarca     | 1'22"0 |

### Finale
13 agosto 1936 ore 17:10
| Pos.    | Atleta          | Nazione       | Tempo  |
| ------- | --------------- | ------------- | ------ |
| Oro     | Nida Senff      | Paesi Bassi   | 1'18"9 |
| Argento | Rie Mastenbroek | Paesi Bassi   | 1'19"2 |
| Bronzo  | Alice Bridges   | Stati Uniti   | 1'19"4 |
| 4       | Edith Motridge  | Stati Uniti   | 1'19"6 |
| 5       | Tove Bruunstrøm | Danimarca     | 1'20"4 |
| 6       | Lorna Frampton  | Gran Bretagna | 1'20"6 |
| 7       | Phyllis Harding | Gran Bretagna | 1'21"5 |